# Brug 330
Brug 330 is een vaste brug in Westpoort, Amsterdam.
De brug is gelegen in de Nieuwe Hemweg en overspant het Koelwaterkanaal van de Centrale Hemweg. De brug, die bestaat uit drie delen, is ontworpen door de Dienst der Publieke Werken. Daar was toen de esthetisch architect Piet Kramer werkzaam. Hij ontwierp voor de binnenstad en met name Amsterdam-Zuid talloze bruggen, waarbij hij de Amsterdamse Schoolstijl hanteerde. Hier in het buitengebied (ook nog in 2018) was schoonheid van minder belang. Bovendien moest deze brug voornamelijk vrachtverkeer torsen. Zo kwam hier een betonnen plaatbrug. De tekeningen werden door Kramer al eerder gemaakt, maar op 28 november 1949 werd de bruggen aanbesteed. Veertien dagen eerder was al het leuningenwerk van smeedijzer aanbesteed (3260 kilogram). 

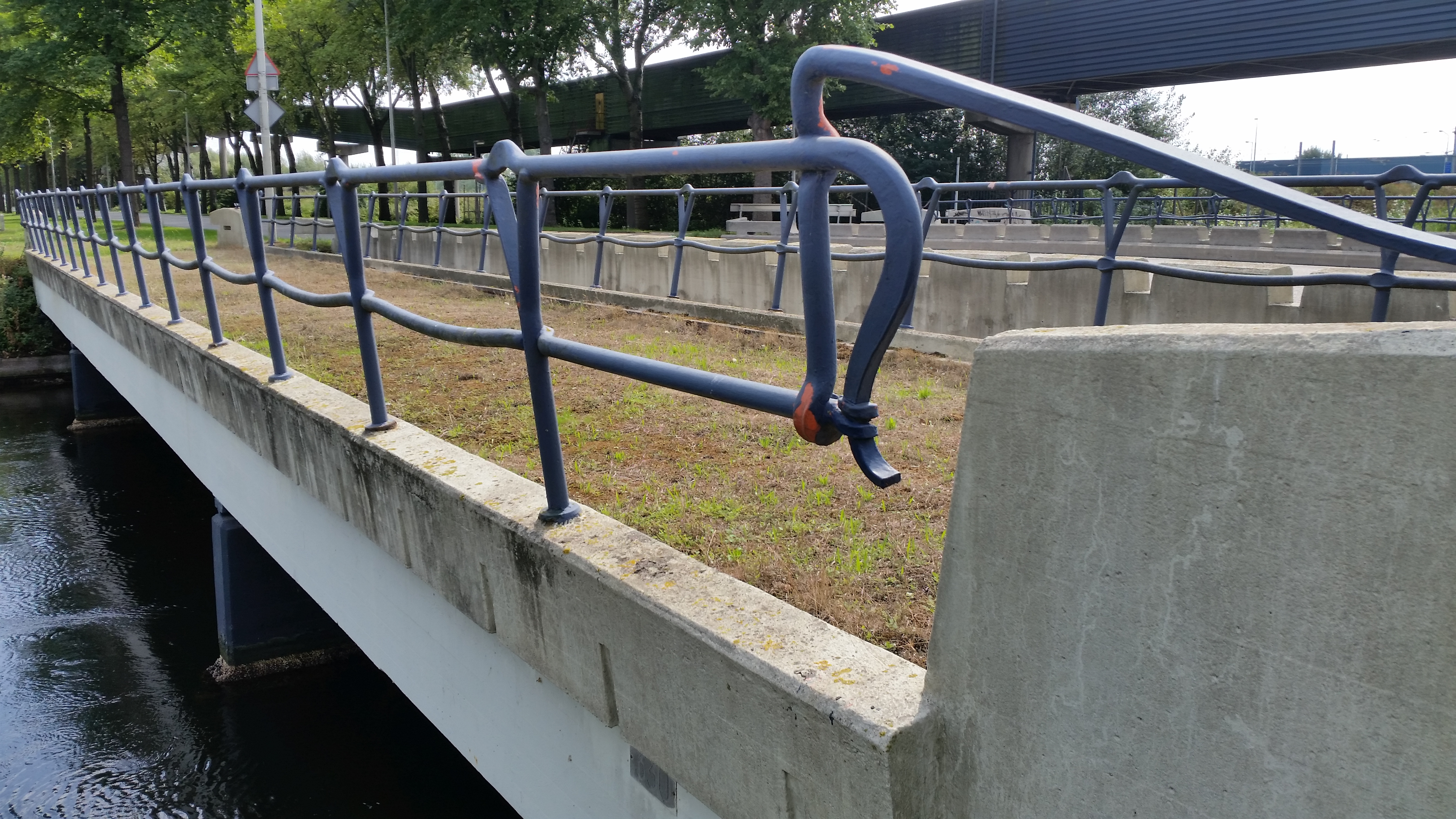
Noordelijke fietsbrug met gras en sierlijke leuningen (augustus 2018)

Kramers opzet was een driedelige brug met elk drie doorvaarten. Een brug met een rijdek van 9 meter werd geflankeerd door twee rijwielbruggen van elk 3,1 meter. Ze kenden een centrale doorvaart van 9,15 meter met aan weerszijden doorvaarten van circa 4,60 meter. De gezamenlijke breedte van de brug bedraagt 23,25 meter. In de rijwielbruggen werden nog weggewerkt de kabels voor PTT en waterleiding (noordelijk) en elektriciteit (zuidelijk). Het geheel van staal en gewapend beton wordt gedragen door een betonnen paalfundering. Kenmerkend voor Kramers bruggen waren onder andere de sierlijke leuningwerken. Dat leuningwerk is aan te treffende op de twee rijwielbruggen. Aan de uiteinden van de leuningen ontwierp Kramer meestal zijn kunstzinnige borstweringen, het kunstzinnige werd hier beperkt door een terugkerend motief in het gewapende beton. De burg voor snelverkeer moet het doen zonder al die versieringen. Zij heeft aan beide zijden een opstaande rand, die aan beide uiteinden een sierlijke kromming heeft.
De noordelijke fietsbrug heeft vermoedelijk nooit als zodanig dienst gedaan. Er ligt al tijden een grasveld op. Naast brug 330 ligt een spoorbrug, die even later werd gebouwd. 
<<< · 300 · 301 · 302 · 303 · 304 · 305 · 306 · 307 · 308 · 309 · 310 · 311 · 312 · 313 · 314 · 315 · 316 · 317 · 318 · 320 · 321 · 322 · 323 · 324 · 325 · 327 · 328 · 330 · 331 · 332 · 333 · 334 · 335 · 336 · 337 · 338 · 339 · 340 · 341 · 342 · 343 · 344 · 345 · 346 · 347 · 348 · 349 · 350 · 351 · 352 · 353 · 354 · 355 · 356 · 357 · 358 · 359 · 360 · 361 · 362 · 363 · 364 · 365 · 366 · 367 · 368 · 371 · 372 · 373 · 374 · 375 · 376 · 377 · 378 · 379 · 380 · 381 · 382 · 383 · 385 · 386 · 387 · 388 · 389 · 390 · 391 · 392 · 393 · 394 · 395 · 396 · 397 · 398 · 399 · >>>
Brugnummers 319, 326, 329 (tijdelijke duiker in de Ringspoordijk), 369, 370, 384 zijn niet (meer) vergeven.